# درخواست وقفه
درخواست وقفه، وقفهٔ سخت‌افزاری یا در معنای دقیق‌تر درخواست تعلیق (به انگلیسی: interrupt request) (به اختصار آی‌آرکیو (IRQ)) پیغامی است که از طریق خط ورودی/خروجی سخت‌افزارهایی مانند مودم یا صفحه‌کلید به ریزپردازنده یا ریزکنترل‌گر* فرستاده می‌شود تا ریزپردازنده، وظیفهٔ در حال انجام خود را به حالت تعلیق گذاشته و به دستور سخت‌افزار پاسخ دهد. با این رویه، هرگونه تعارض در کار دستگاه‌های جانبی متصل به یک درگاه؛ و زمان انتظار برای اجرای برنامه‌ها به حداقل می‌رسد.
این اصطلاح رایانه‌ای برای اشاره به پیغام‌هایی به‌کار می‌رود که برای قطع و تعلیق خطوط در گذرگاه‌ها یا بازرسی خط ورودی وقفه از طرف کنترل‌کننده‌های قابل برنامه‌ریزی وقفه* (PIC) ارسال می‌شود. سطح درخواست وقفه (IRQL)* اصطلاحی برای اولویت‌بندی درخواست‌های وقفه است. خطوط وقفه معمولاً توسط شاخصی با قالب IRQ در کنار یک عدد شناسایی می‌شوند. برای مثال در کنترل‌کننده‌های خانوادهٔ ۸۲۵۹ اینتل، هشت ورودی وقفه وجود دارد که معمولاً IRQ0 تا IRQ7 نامیده می‌شوند و در سیستم‌های رایانه‌ای مبتنی بر ‎ x۸۶ ‏ که از دو کنترل‌کننده از این نوع استفاده می‌کنند، نامگذاری این مجموعه از خطوط، از IRQ0 شروع شده و با IRQ15 پایان می‌یابد.
ورودی‌های ۰ تا ۷ «کنترل‌گر مسلط» یا مَستِر پیک (به انگلیسی: Master PIC) و ورودی‌های ۸ تا ۱۵ «کنترل‌گر پیرو» (به انگلیسی: Slave PIC) نامیده می‌شوند.

## شرح عملکرد
مجموعهٔ بسیاری از مدارهای الکترونیکی تخصصی در رایانه‌ها، برای یک وظیفهٔ خاص و جداگانه گمارده شده‌اند. مانند مدیریت نمایش بر روی صفحه نمایش یا فعالیت  دیسک یا یک رابط شبکه. دلیل ویژه خواندن آن‌ها این است که به انجام هرگونه وظایفی غیر از آن‌هایی که بهشان محول شده قادر نیستند و پردازنده مرکزی هادی و مرکز ارتباطات آنهاست.

## جدول پیکربندی
| درگاه         | کام۱ (COM1) | کام۲ (COM2) | کام۳ (COM3) | کام۴ (COM4) |
| آدرس بلوک     | 3f8(h)      | 2f8(h)      | 3e8(h)      | 2e8(h)      |
| شمارهٔ آی‌آرکیو | ۴           | ۳           | ۴           | ۳           |

| درگاه | آدرس | شمارهٔ آی‌آرکیو |
| کام۱  | 3F8h | ۴             |
| کام۲  | 2F8h | ۳             |
| کام۳  | 3E8h | ۵             |
| کام۴  | 2E8h | ۲             |

| آی‌آرکیو۰  | ساعت سیستم                                 |
| آی‌آرکیو۱  | صفحه‌کلید                                   |
| آی‌آرکیو۲  | کانال ورودی خروجی                          |
| آی‌آرکیو۳  | کام۲/کام۴                                  |
| آی‌آرکیو۴  | کام۱/کام۳                                  |
| آی‌آرکیو۵  | ال‌پی‌تی۲، کارت شبکه، کارت صدا               |
| آی‌آرکیو۶  | بازرس دیسکت                                |
| آی‌آرکیو۷  | ال‌پی‌تی۱، کارت شبکه، کارت صدا               |
| آی‌آرکیو۸  | زمان‌سنج بلادرنگ                            |
| آی‌آرکیو۹  | نرم‌افزارهای تغییرمسیر داده شده به آی‌آرکیو۲ |
| آی‌آرکیو۱۰ | ذخیره                                      |
| آی‌آرکیو۱۱ | ذخیره                                      |
| آی‌آرکیو۱۲ | ذخیره                                      |
| آی‌آرکیو۱۳ | کمک پردازنده در اعمال ریاضی و حسابگری      |
| آی‌آرکیو۱۴ | درگاه دیسک سخت اصلی                        |
| آی‌آرکیو۱۵ | درگاه دیسک سخت فرعی                        |